# Conothele linzhi
Conothele linzhi es una especie de araña migalomorfa del género Conothele, familia Halonoproctidae. Fue descrita científicamente por H. Liu, Xu, Zhang, F. Liu & Li en 2019.
Habita en China. El holotipo hembra mide 19,26 mm.